# Miklós Andrea
Miklós Andrea (Kolozsvár, 1999. április 17. –) romániai magyar atléta, 400 m-es síkfutó.
Középiskolai tanulmányait 2018-ban végezte a kolozsvári Onisifor Ghibu Elméleti Líceumban. Nyolc-kilenc éves korától kezdett atletizálni.
Edzője Kanizsay Magdolna, klubja a bukaresti CSM, ahova 2018-ban igazolt a kolozsvári CSS Viitorultól.
Legjobb ideje szabad téren 50,54 (2024, Párizs), fedett pályán 51,11 (2024, Madrid).

## Legfontosabb eredményei
| Év   | Esemény                             | Helyszín       | Szám            | Eredmény | Helyezés |
| ---- | ----------------------------------- | -------------- | --------------- | -------- | -------- |
| 2015 | Ifjúsági vb                         | Cali           | 400 m           | 53,29    | 7.       |
| 2015 | Európai ifjúsági olimpiai fesztivál | Tbiliszi       | 400 m           | 53,68    | 1.       |
| 2016 | Fedett pályás vb                    | Portland       | 4 × 400 m váltó | 3:31,51  | 3.       |
| 2016 | Eb                                  | Amszterdam     | 4 × 400 m váltó | 3:30,63  | 8.       |
| 2016 | Ifjúsági Eb                         | Tbiliszi       | 400 m           | 52,70    | 1.       |
| 2016 | Olimpia                             | Rio de Janeiro | 4 × 400 m váltó | 3:29,87  | 14.      |
| 2017 | U 20-as Eb                          | Grosseto       | 400 m           | 52,31    | 2.       |
| 2018 | U 20-as vb                          | Tampere        | 400 m           | 52,07    | 2.       |
| 2018 | Eb                                  | Berlin         | 400 m           | 52,49    | 23.      |
| 2018 | Eb                                  | Berlin         | 4 × 400 m váltó | 3:32,15  | 7.       |
| 2019 | Fedett pályás Eb                    | Glasgow        | 400 m           | 53,87    | 31.      |
| 2019 | U23-as Eb                           | Gävle          | 400 m           | 52,66    | 3.       |
| 2019 | U23-as Eb                           | Gävle          | 4 × 400 m váltó |          | 13.      |
| 2021 | Fedett pályás Eb                    | Toruń          | 400 m           | 52,10    | 6.       |
| 2023 | Világbajnokság                      | Budapest       | 400 m           | 50,77    | 10.      |
| 2024 | Eb                                  | Róma           | 400 m           | 50,71    | 5.       |
| 2024 | Olimpia                             | Párizs         | 400 m           | 50,78    | 15.      |